# Macromitrium repandum
Macromitrium repandum är en bladmossart som beskrevs av C. Müller 1883. Macromitrium repandum ingår i släktet Macromitrium och familjen Orthotrichaceae. Inga underarter finns listade i Catalogue of Life.